# Hilpoltstein
Höchstadt an der Aisch är en stad i Landkreis Roth i Regierungsbezirk Mittelfranken i förbundslandet Bayern i Tyskland.